# أورانج (نيويورك)
أورانج (بالإنجليزية: Orange, New York)‏ هي بلدة أمريكية تقع في الولايات المتحدة في مقاطعة شويلر، نيويورك. يقدر عدد سكانها بـ 1,752 نسمة ومساحتها 141.0 كم2 و وترتفع عن سطح البحر 522 متر.

## أعلام
- تشارلز كلارندون بالو